# Utricularia neottioides
Utricularia neottioides este o specie de plante carnivore din genul Utricularia, familia Lentibulariaceae, ordinul Lamiales, descrisă de A. St. Hil. și Amp; Girard. Conform Catalogue of Life specia Utricularia neottioides nu are subspecii cunoscute.